# Alloeomimella
Alloeomimella is een geslacht van wantsen uit de familie van de Miridae (Blindwantsen). Het geslacht werd voor het eerst wetenschappelijk beschreven door Yasunaga & Duwal in 2019.

## Soorten
Het genus is monotypisch en bevat alleen de volgende soort:

- Alloeomimella muiri (Schuh, 1984)